# Баршунасти црви
Баршунасти црви (Onychophora) су мала група протостомних бескичмењака који се пресвлаче (Ecdysozoa), сродна зглавкарима. Некада су били широко распрострањени док се данас налазе само у суптропским и тропским пределима Земље. Сматра се да су у изумирању. Живе на местима близу воде, у влажним шумама испод камења, оборених стабала или лишћа.  
Тело им је ваљкасто, слично гусеници. На њему се разликују глава и труп који нису јасно разграничени. На трупу се налазе сегментално распоређени екстремитети (ноге) којих може бити од 14 до 43 пара. Читаво тело покривено је танким слојем кутикуле и на њему се образују прстенасто распоређене туберкуле. Оне имају чулну функцију.